# ジョージ・エドワード・ムーア
ジョージ・エドワード・ムーア（George Edward Moore、G. E. Moore、1873年11月4日 - 1958年10月24日）は、イギリスの哲学者。ロンドン生まれ。ケンブリッジ大学で哲学の教授を務めた。ラッセル、ウィトゲンシュタイン、フレーゲらと共に今日の英語圏の哲学界で主流を占める分析哲学の礎を築いたとされる哲学者の一人。主著は、自然主義的誤謬を批判した『倫理学原理』（Principia Ethica）。

## ムーアの貢献

### 倫理学における貢献
倫理学においては、ムーアは自然主義的誤謬の概念や「未決問題」の議論を提案してメタ倫理学という分野の基礎を築いたこと、メタ倫理学における直観主義（intuitionism、直覚主義とも訳される）という立場を提案したこと、規範倫理学においては理想的功利主義（ideal utilitarianism）と呼ばれる立場を提案したことで知られる。
直観主義とは、直観という能力によって何が善かを把握できるという立場。善についての判断は善についての事実判断であり、認知主義の一種である。
理想主義的功利主義とは、帰結主義の一種ではあるが、それまでの功利主義のように快楽を最大にするのを目的にするのではなく、直観によって善であると把握されるさまざまなものを行為の目標とする立場。

### 言語哲学における貢献
言語哲学においてはムーアは「ムーアのパラドックス」で知られる。ムーアのパラドックスとは、「外で雨が降っており、かつ、わたしは外で雨が降っているとは思っていない」というタイプの言明が非常に馬鹿げているというものである。

### 認識論における貢献
認識論においては、世界の実在に関する常識的実在論の立場を取ったことで知られる。1939年の「外的世界の証明」と題する論文でムーアは、「ここに手がある」と言いながら手を挙げることで手の存在の証明には十分であると主張した。

## 著作
- G. E. Moore, "The Nature of Judgment" (1899)
  - （邦訳書）「判断の本性」『英国新実在論の成立についての哲学史的基礎研究』中川大（訳）

- G. E. Moore, Principia Ethica (1903)
  - （邦訳書） 『倫理学原理』 深谷昭三（訳） 三和書房 1977年
  - （邦訳書） 『倫理学原理―付録:内在的価値の概念/自由意志』 泉谷周三郎, 寺中平治, 星野 勉（訳） 三和書籍 2010年（第2版の訳）
- G. E. Moore, Review of Franz Brentano's The Origin of the Knowledge of Right and Wrong (1903)
- G. E. Moore, The Refutation of Idealism (1903)
  - （邦訳書） 『観念論の論駁』 国嶋一則（訳） 勁草書房 1960年 ISBN 4326151781
  - （邦訳書） 「観念論論駁」『現代哲学論文集Ⅱ』 坂本百大（編） 勁草書房 1987年 ISBN 9784326198788
- G. E. Moore, Ethics (1912)
  - （邦訳書） 『倫理学』 深谷昭三（訳） 法政大学出版局 1977年 2011年改版 ISBN 4588020641